# 橫濱流星
橫濱流星（日语：／ Yokohama Ryūsei，1996年9月16日—），日本男演員、模特兒、歌手，出生於神奈川縣，身高174公分，血型O型，隸屬於星塵傳播。

## 人物及出道
小學六年級時，他和家人一起在原宿被星探發掘，隸屬於星塵娛樂。
小學一年級開始學習极真空手道，國中三年級在2011年第7屆國際青少年空手道選手權大會中奪得13，14歲55kg組世界冠軍。
在2014年超級戰隊系列電視劇集《烈車戰隊特急者》之中飾演「光／特急4號」。

## 出演

### 電視劇
| 年份       | 劇名                                            | 角色                     | 電視台/媒體                          | 備註   |
| ---------- | ----------------------------------------------- | ------------------------ | ------------------------------------ | ------ |
| 2011年7月  | 《Secret Girls》第1話                           | 學生                     | 見参楽                               |        |
| 2012年1月  | 《假面騎士Fourze》第17、18、20、28、29、32話    | 井石二郎                 | 朝日電視台                           |        |
| 2013年4月  | 《奪命捉迷藏 THE ORIGIN》                       | 佐藤洋                   | 埼玉電視台、神奈川電視台、千葉電視台 |        |
| 2013年4月  | 《放學後的社團活動》                            | 羽賀太郎                 | TBS                                  |        |
| 2014年1月  | 《養成模擬Movie》                               | 吳竹香墨                 | スマートボーイズ                     |        |
| 2014年2月  | 《烈車戰隊特急者》                              | 野野村洸 / 特急4號（聲） | 朝日電視台                           |        |
| 2014年3月  | 《烈車戰隊特急者VS假面騎士鎧武 春假合體特別篇》 | 野野村洸 / 特急4號（聲） | 朝日電視台                           |        |
| 2015年9月  | 《JK是雪女》                                    | 安藤玲                   | MBS                                  |        |
| 2016年8月  | 《胖子老師》                                    | 義志澤月人               | Hulu、日本電視台                     |        |
| 2016年10月 | 《潛入搜查偶像‧刑警DANCE》                      | 堺章吉                   | 東京電視台                           |        |
| 2016年10月 | 《潛入搜查偶像‧刑警DANCE 番外篇》               | 堺章吉                   | Amazon Prime Video                   |        |
| 2017年6月  | 《怪獸俱樂部~幻想特攝青春記~》                  | カツオ                   | TBS                                  |        |
| 2018年2月  | 《白與黃～夏威夷與我的鬆餅故事～》              | 光山涼介                 | 亞馬遜Prime影音                      |        |
| 2018年3月  | 《貸款買個男朋友》                              | 剎那純                   | dTV、FOD、フジテレビ                 |        |
| 2018年3月  | 《哥哥的朋友》                                  | 西野壯太                 | TBS                                  | 主演   |
| 2019年1月  | 《初戀那一天所讀的故事》                        | 由利匡平                 | TBS                                  | 主演   |
| 2019年6月  | 《輪到你了 反擊篇》                             | 二階堂忍                 | 日本電視台                           |        |
| 2019年8月  | 《輪到你了 房門之內》第15話 304号室             | 二階堂忍                 | Hulu                                 |        |
| 2019年9月  | 《輪到你了 房門之內番外篇 過去的門》            | 二階堂忍                 | Hulu                                 |        |
| 2019年10月 | 《4分鐘的金盞菊》                               | 花卷藍                   | TBS                                  |        |
| 2020年1月  | 《在非黑非白的世界，熊貓笑了。》                | 森島直輝                 | 讀賣電視台、日本電視台               | 雙主演 |
| 2020年1月  | 《在不白也不黑的世界，熊貓笑了 Chain Story》    | 森島直輝                 | Hulu、GYAO!                          | 雙主演 |
| 2020年3月  | 《在不白也不黑的世界，熊貓不笑了》              | 森島直輝                 | Hulu、GYAO!                          | 雙主演 |
| 2020年8月  | 《我們的愛情不正常》                            | 高月椿                   | 日本電視台                           | 雙主演 |
| 2021年4月  | 《打扮的戀愛是有理由的》                        | 藤野駿                   | TBS                                  |        |
| 2021年6月  | 《不打扮的戀愛是有理由的》第7話                 | 藤野駿                   | Paravi                               |        |
| 2021年6月  | 《創意人檔案：黃金卡司》折尾豐                  | 橫濱流星                 | Netflix                              |        |
| 2021年12月 | 《輪到你了 劇場版 公開紀念SP》                  | 二階堂忍                 | 日本電視台                           |        |
| 2022年1月  | 《新聞記者》                                    | 木下亮                   | Netflix                              |        |
| 2022年1月  | 《DCU》                                         | 瀨能陽生                 | TBS                                  |        |
| 2022年6月  | 《OLD ROOKIE》第1、10話                         | 矢崎十志也               | TBS                                  |        |
| 2023年1月  | 《INFORMA》第5、6話                             | 河村愛之介               | Netflix 關西電視台                   |        |
| 2024年12月 | 《無法抗拒的他-愛的形狀》                       | 香坂漣                   | ABEMA Netflix                        | 主演   |
| 2025年1月  | 《大膽狂徒〜蔦重繁華如夢故事〜》                | 蔦屋重三郎               | NHK                                  | 主演   |

### 電影
| 年份           | 片名                                                         | 角色                     | 備註   |
| -------------- | ------------------------------------------------------------ | ------------------------ | ------ |
| 2012年12月22日 | 《鬼牌遊戲》                                                 | 速水武彦                 |        |
| 2013年5月18日  | 《中學生圓山》                                               | 船木                     |        |
| 2014年1月18日  | 《獸電戰隊強龍者 VS Go Busters恐龍大決戰！再見永遠的朋友啊》 | 特急4號（聲）            |        |
| 2014年3月29日  | 《平成騎士對昭和騎士 假面騎士大戰 feat.超級戰隊》            | 野野村洸 / 特急4號（聲） |        |
| 2014年5月24日  | 《鷲與鷹》                                                   | 鷲尾誠司（少年期）       |        |
| 2014年7月19日  | 《烈車戰隊特急者 THE MOVIE 銀河路線SOS》                     | 野野村洸 / 特急4號（聲） |        |
| 2015年1月17日  | 《烈車戰隊特急者 VS 強龍者 THE MOVIE》                       | 野野村洸 / 特急4號（聲） |        |
| 2015年6月24日  | 《歸來的烈車戰隊：夢幻的超特急7號》                          | 野野村洸 / 特急4號（聲） |        |
| 2016年1月23日  | 《手裏劍戰隊忍忍者 VS 特急者 THE MOVIE 忍者 In Wonderland》  | 野野村洸 / 特急4號（聲） |        |
| 2016年4月2日   | 《就職活動》二次面試・擴散                                   | カシワバラタツヤ         | 主演   |
| 2016年5月28日  | 《狼少女與黑王子》                                           | 日比谷健                 |        |
| 2016年7月2日   | 《全員單戀》聖誕夜的禮物                                     | 吉成穣                   | 主演   |
| 2016年11月26日 | 《恐怖天使》                                                 | 演員                     |        |
| 2017年1月28日  | 《唱吧！奇蹟！》                                             | navi                     |        |
| 2017年2月18日  | 《有天使在的圖書館》                                         | 蘆高幸介                 |        |
| 2018年3月31日  | 《Honey》                                                    | 三咲涉                   |        |
| 2018年5月26日  | 《哥哥的朋友》                                               | 西野壯太                 | 主演   |
| 2018年7月6日   | 《虹色時光》                                                 | 片倉惠一                 |        |
| 2018年12月7日  | 《青色物語》                                                 | 亮                       |        |
| 2019年1月25日  | 《愛歌》                                                     | 野宮透                   | 主演   |
| 2019年3月21日  | 《鄰居同居2 一個屋簷下、兩個喜歡的人》                       | 久我山玲苑               |        |
| 2019年5月10日  | 《男子啦啦隊》                                               | 坂東晴希                 | 雙主演 |
| 2019年9月6日   | 《逃出神秘島》                                               | 七草                     | 主演   |
| 2020年10月23日 | 《想見你的愛》                                               | 篠崎壘                   | 雙主演 |
| 2021年10月1日  | 《DIVOC-12「無名的一篇・安娜」》                             | 男                       | 主演   |
| 2021年12月10日 | 《輪到你了 劇場版》                                          | 二階堂忍                 |        |
| 2022年2月11日  | 《噬謊者》                                                   | 斑目貘                   | 主演   |
| 2022年5月13日  | 《流浪之月》                                                 | 中瀨亮                   |        |
| 2022年8月26日  | 《彬與瑛》                                                   | 階堂彬                   | 雙主演 |
| 2022年10月21日 | 《線，畫出的我》                                             | 青山霜介                 | 主演   |
| 2023年4月21日  | 《夜霧村莊》                                                 | 片山優                   | 主演   |
| 2023年8月25日  | 《電影_最後一擊》                                            | 黑木翔吾                 | 雙主演 |
| 2024年2月29日  | 《那夜我們行向彼方》                                         | 勝利                     |        |
| 2024年5月31日  | 《MIRRORLIAR FILMS第5季「MIMI」》                            |                          | 主演   |
| 2024年11月29日 | 《嫌疑者的真相》                                             | 鏑木慶一                 | 主演   |
| 2025年4月4日   | 《單戀世界》                                                 | 高杉典真                 |        |
| 2025年6月6日   | 《電影_國寶》                                                | 大垣俊介                 |        |

### 舞台
- 恵比寿学園男子部（EBiDAN）〜EBiDANの文化祭は文化のカヲリがまぁーしないのだ〜の巻（2010年8月）
- 恵比寿学園男子部〜嵐の臨海学校!!波とケンカとエビダンは激アツキリン柄!!の巻〜（2011年8月)
- Moonlight Rambler 〜月夜の散歩人〜（2013年7月-9月）——演出・レオナルド
- CLOCK ZERO 〜終焉の一秒〜（2013年10月）——反逆者
- スーパーダンガンロンパ2 THE STAGE 〜さよなら絶望学園〜（2015年12月）——主演・日向創
- 武士白虎 もののふ白き虎-幕末､「誠」に憧れ､白虎と呼ばれた若者達（2015年9月-10月）——主演・伊東悌次郎
- 闇狩人（2016年5月-6月）——出演・我竜京介
- BIOHAZARD THE Experience（2017年2月 - 3月）——主演・唐沢
- スーパーダンガンロンパ2 THE STAGE ～さよなら絶望学園～2017（2017年3月）——主演・日向創
- 朗読劇「私の頭の中の消しゴム 9th letter」（2017年8月17日）——主演
- 巌流島（2023年2月-3月）——主演・宮本武藏

### CM
- 栄光ゼミナール「中学部／高校受験コース篇」（2011年 - 2013年）
- Kracie「Mentos」（2015年）
- 大東建託「いい部屋ネット」（2019年)
- 資生堂「recipist（レシピスト）」（2019年）
- ABC-MART（2019年 - 2021年)
  - 「CONVERSE ALL STAR LOGOTAPE COLLECTION」（2019年）
  - 「CONVERSE ALL STAR LEOPARD SERIES」（2019年）
  - 「CONVERSE MILITARY GOLD SERIES」（2019年・平面廣告）
  - 「PUMA CAT LO」（2020年・平面廣告）
  - 「PUMA H.ST.RUNNER」（2020年）
  - 「CONVERSE HOLOGRAM SERIES」（2020年）
  - 「PUMA CLASSIC SERIES」（2020年 - 2021年・平面廣告）
- リクルートマーケティングパートナーズ「カーセンサー」（2020年）
- DIOR Fashion 日本品牌大使（2020年 - ）
- Y!mobile (2019年 -2021年)
- 森永製菓「DARS（ダース）」(2019年 -2020年)
- 森永製菓「パリパリサンド」（2020年 -2021年）
- ポッカサッポロフード＆ビバレッジ「じっくりコトコト」（2020年 -）
- 第一三共ヘルスケア
  - 「プレコール」（2020年 - ）
  - 「エージーアレルカット」（2024年 - ）
- マルハニチロ（2021年 - ）
  - 「新中華街®シリーズ」
  - 「WILDish」
- Imagineer「Nintendo Switch™ソフト『Fit Boxing 2 - リズム＆エクササイズ -』」（2021年 - ）
- 日鐵興和不動產「LIVIO」（2022年 - ）
- FUJIFILM「INSTAX」（2022年 - ）
- HOYA「hoyaONE」（2023年 - ）
- LION「NANOX one」（2023年 - ）
- 湖池屋「PURE POTATO」（2023年 - ）
- 植村秀 日本品牌大使（2023年 - ）
- Hisense JApan「テレビシリーズ」（2024年 - ）
- AEON Financial Service「AEON CARD」（2024年 - ）
- Asahi飲料「三ツ矢サイダー」（2024年 - ）

### MV
| 年份   | 演唱者                       | 歌曲                                                  |
| ------ | ---------------------------- | ----------------------------------------------------- |
| 2011年 | BREAKERZ                     | 「CLIMBER×CLIMBER」 （页面存档备份，存于）            |
| 2012年 | ZONE                         | [treasure of the heart 〜キミとボクの奇跡〜]          |
| 2013年 | 遊助                         | [檸檬（レモン）]                                      |
| 2015年 | Fo'xTails                    | 「Innocent Graffiti」 （页面存档备份，存于）          |
| 2016年 | NMB48                        | 「フェリー」 （页面存档备份，存于）                   |
| 2019年 | GReeeeN                      | 「約束 × No title」 （页面存档备份，存于）            |
| 2019年 | みゆはん                     | 「恋人失格」 （页面存档备份，存于）                   |
| 2019年 | amazarashi                   | 「未来になれなかったあの夜に」 （页面存档备份，存于） |
| 2020年 | GENERATIONS from EXILE TRIBE | 「You & I」 （页面存档备份，存于）                    |
| 2022年 | yama                         | 「くびったけ」 （页面存档备份，存于）                 |
| 2023年 | amazarashi                   | 「スワイプ」 （页面存档备份，存于）                   |
| 2023年 | AI                           | 「Life Goes On」（页面存档备份，存于）                |

### 模特兒・其他
- ベネッセコーポレーション「新高校生会員配布用DVD」（2012年）
- 尾崎商事「カンコースポーツウェアカタログ」廣告（2012年）
- 静岡学園中学校・高等学校 廣告（2012年 - 2013年）
- バンタンデザインハイスクール 廣告（2013年 - 2014年）
- ヤマハ発動機「ヤマハ・PAS 通学モデル」廣告（2015年）
- WEGO（2016年）
- NYLON.JP（2017年 - 2018年）
- ELLE JAPON × ４℃「Bright Snowingコレクション」（2019年）
- NARS Cosmetics（2020年 - 2021年）
- Dior Fashion - Japan Ambassador（2020年 -）
- 植村秀 - Japan Brand Ambassador（2023年 -）

## 書籍

### 雜誌
| 年份            | 雜誌               | 出版社   | 主題                 |
| --------------- | ------------------ | -------- | -------------------- |
| 2010年 - 2011年 | ニコ☆プチ          | 新潮社   | 男模特兒             |
| 2011年 - 2015年 | nicola (ニコラ)    | 新潮社   | 男模特兒             |
| 2019年 - 2023年 | 月刊The Television | KADOKAWA | 連載企劃「流流自適」 |

### 寫真書
| 年份           | 雜誌     | 出版社         |
| -------------- | -------- | -------------- |
| 2014年10月23日 | innocent | 東京新聞通信社 |
| 2019年3月12日  | 流麗     | 新潮社         |
| 2021年9月16日  | 流跡     | KADOKAWA       |
| 2021年9月16日  | 流流自適 | KADOKAWA       |

## CD
| 年份          | 歌曲                             |
| ------------- | -------------------------------- |
| 2017年5月5日  | Green Boys / Green Boys 同名單曲 |
| 2018年6月25日 | 今日もいい天気 feat. Rover       |

## 外部連結
- 官方網站 （页面存档备份，存于）
- 經紀公司官網個人介紹 （页面存档备份，存于）
- 橫濱流星的Ameba部落格（日語）
- 橫濱流星的Instagram帳戶（日語）
- 橫濱流星的X（前Twitter）
- 橫濱流星的新浪微博 （简体中文）
- FC: Étoile Filante （页面存档备份，存于）

| 前任： 鹽野瑛久 （獸電戰隊強龍者） | 日本超級戰隊系列綠色戰士演員 烈車戰隊特急者 2014年2月16日-2015年2月8日 | 繼任： 潘惠美 （手裏劍戰隊忍忍者） |